# 公立刈田綜合病院
公立刈田綜合病院（こうりつかったそうごうびょういん）は、宮城県白石市にある病院。白石市により設置されている公立病院。指定管理者は医療法人仁誠会。
「東北大学NPO法人艮陵協議会」に所属する東北大学の基幹拠点病院であり、医師の卒後臨床研修指定病院である。

## 歴史
- 1882年3月	宮城県立宮城病院（現在の東北大学病院）白石分院として開設

- 1884年 6月	同分院廃止

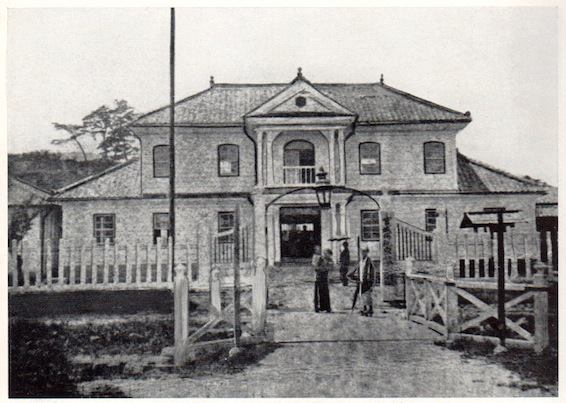
明治15年3月、宮城県立宮城病院（現在の東北大学病院）白石分院として設立

- 1885年 2月	刈田郡立病院として再開設　診療科 : 内科、外科
- 1890年 2月	白石町外10ヶ村組合（白石町、円田村、白川村、宮村、福岡村、大平村、大鷹沢村、斎川村、越河村、小原村、七ヶ宿村）公立刈田病院創立
- 1895年 4月	白石町外9ヶ村組合（円田村離脱）公立刈田病院設置の件答申（同年6月許可）
- 1923年 3月	小児科、耳鼻咽喉科、産婦人科、放射線科新設
- 1943年 2月	日本医療団宮城支部に吸収
- 1945年 4月	日本医療団白石病院と改称（同年11月許可）
- 1949年 5月	日本医療団宮城支部解散に伴い閉鎖
- 1949年 6月	白石町外9ヶ村組合において公立刈田綜合病院として発足
- 1954年 4月	白石市外3ヶ村（宮村、小原村、七ヶ宿村）組合に変更
- 1955年 4月	白石市外1町2村（宮村と円田村が合併し蔵王町となる）組合に改称
- 1957年 4月	白石市外二町（七ヶ宿町制施行）組合に改称
- 1959年 2月	我が国最初の公立病院ベッドスクール開校
- 1962年 4月	病床数299床（一般212床、結核60床、伝染27床）診療科7科（内科、小児科、外科、整形外科、産婦人科、眼科、耳鼻咽喉科）
- 1963年 4月	地方公営企業法に基づく財務規定適用　診療科9科（内科、小児科、外科、整形外科、皮膚・泌尿器科、眼科、耳鼻咽喉科、産婦人科、理学診療科）
- 1968年 4月	麻酔科を新設し診療科10科
- 1968年 6月	白石女子高等学校衛生看護科、病院実習開始
- 1969年 2月	救急病院の指定　病診連携による救急医療体制を確立するため、当院の機能、施設、設備のオープン化（白石方式セミオープンシステム）実施
- 1976年 5月	重症救急患者の2次診療を実施
- 1978年 5月	人工透析医療を開始
- 1980年10月	病院群輪番制を実施
- 1981年10月	CTスキャナ導入
- 1986年 4月	病床数316床（一般275床、結核28床、伝染13床）
- 1987年 4月	皮膚科・泌尿器科を分離し診療科11科
- 1990年 4月	循環器科が内科より独立し診療科12科
- 1992年 8月	病床数304床に減床（一般275床、結核16床、伝染13床）
- 1993年11月	病床数298床に減床（一般275床、結核16床、伝病７床）
- 1995年 4月	MRI稼働
- 1997年 3月	災害拠点病院の指定
- 1997年 6月	病床数290床に減床（一般275床、結核8床、伝染7床）
- 1997年11月	心臓血管連続撮影装置稼働
- 2002年 5月	新病院開設　病床数308床（一般300床、感染4床、結核4床）　診療科17科（内科、消化器科、呼吸器科、循環器科、外科、小児科、整形外科、産婦人科、眼科、耳鼻咽喉科、皮膚科、泌尿器科、リハビリテーション科、（以上既設診療科14科）、麻酔科、神経内科脳神経外科、心臓血管外科（新設診療科3科）
- 2003年 4月	放射線科を開設し、診療科18科となる
- 2003年10月	臨床研修病院の指定を受ける
- 2003年12月	地域がん診療連携拠点病院の指定を受ける
- 2005年 8月	（財）日本医療機能評価機構より病院機能評価の認定を受ける
- 2008年 3月	全身用コンピュータ断層装置(64列CTシステム)導入
- 2008年 4月	院内保育所開設(白石市福祉センター内)
- 2009年 1月	第6病棟休止
- 2009年 2月	公立刈田綜合病院改革プラン策定
- 2010年 3月	MRI撮影装置更新(1.5テスラ)
- 2011年 2月	第6病棟再開
- 2011年 4月	回復期リハビリテーション病棟開設
- 2012年 2月	デジタル式乳房Ｘ線撮影装置(マンモグラフィー)更新、循環器系Ｘ線診断装置(心臓カテーテル装置)更新
- 2012年 6月	人工透析室8床増床(計50床)
- 2013年 3月	院内保育所落成式　名称「どんぐり保育所」として運用開始
- 2023年 4月	白石市立病院となり、 仁誠会を指定管理者とする公設民営化[1][2][3]

## 施設

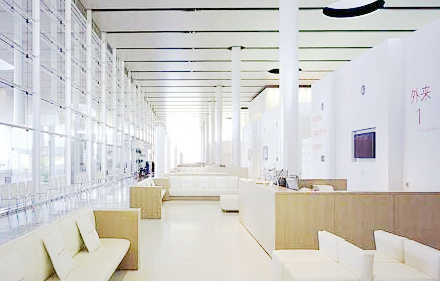
空港のロビーをイメージした広く開放感のある受付

前身である宮城病院白石分院本館は、1882年に建築された県内最古の洋式病院建築といわれている。その後、組合立の病院となり、1954年には今の
白石第一小学校校庭に移築され、中央公民館、図書館として活用された。現在は白石市図書館前に移転し、文化財保存庫となっている。建物の重要性を踏まえ、2008年７月、市の有形文化財（建造物）に指定された（現在は解体・保存）。
2002年に白石市中心部から現在の丘の上へ新病院として建築された。芦原太郎、北山恒、堀池秀人の3名によって設計された建物はスイ
スの建築家ル・コルビュジエ設計のサヴォア邸を彷彿とさせる。全3層の低層構造となっており、1層目はピロティ＋受付、外来、2層目は事務棟、3層目が病棟と分かれている。3層目の病棟には中庭が配置され、全ての病室が中庭もしくはテラスに面するよう配慮されており、刈田病院のテーマでもある「癒しの空間」を実現している。同病院などを含む都市景観づくりが評価され、2002年に白石市はイタリアの建築賞デダロ・ミノッセ賞の国際建築スポンサー賞を受賞した。

## 診療科
総合診療科、外科、整形外科、内科、腎臓内科、消化器内科、神経内科、呼吸器科、耳鼻咽喉科、眼科、皮膚科、小児科、産婦人科、泌尿器科

## 指定医療機関
- 保険医療機関
- 労災保険指定病院
- 母体保護法指定医療施設
- 生活保護法指定医療機関
- 結核予防法指定医療機関
- 被爆者一般疾病医療機関
- 救急指定医療機関
- 第二種感染症指定医療機関
- 身体障害者福祉法指定医療機関
- 自立支援医療指定医療機関（更生医療、精神通院医療）
- 療育医療指定医療機関
- 宮城県地域周産期母子医療センター
- 特定疾患治療研究事業委託医療機関
- 小児慢性特定疾患治療研究事業委託医療機関
- 災害拠点病院（地域災害医療センター）
- 協力型臨床研修病院

## 施設認定
- 日本がん治療認定医機構認定研修施設
- 日本病理学会研修登録施設
- 日本整形外科学会専門医研修施設
- 日本泌尿器科学会泌尿器科専門医教育施設関連教育施設
- 日本脳神経外科学会専門医指定訓練施設
- 日本眼科学会専門医制度研修施設
- 日本外科学会外科専門医制度修練施設
- 日本呼吸器学会認定施設
- 日本消化器外科学会専門医修練施設
- 日本食道学会全国登録認定施設
- 日本周産期・新生児医学会周産期母体・胎児専門医の暫定研修施設
- 日本麻酔科学会麻酔科認定病院
- 日本静脈経腸栄養学会　ＮＳＴ稼働施設
- 薬学生実務実習受入施設